# Бракочевич, Йована
Йована Бракочевич (серб. Јована Бракочевић / Jovana Brakočević; 5 марта 1988, Зренянин) — сербская волейболистка, нападающая национальной сборной, победительница и лучший игрок чемпионата Европы 2011 года, серебряный призёр Олимпийских игр 2016 года.

## Спортивная биография
Йована Бракочевич родилась в Зренянине в спортивной семье: её мать Эдита занималась баскетболом, отец Миливое был гандболистом. Йована начинала играть в волейбол в 11 лет в зренянинском клубе «Поштар» у тренера Педжи Танасковича. Первое время играла нападающую с приёмом, но из-за высокого роста переквалифицировалась сначала в центральную, а перед отъездом в один из сильнейших клубов страны — белградский «Поштар-064» — стала диагональной.
В 2004 году Бракочевич в составе молодёжной сборной Сербии и Черногории выиграла серебряную медаль чемпионата Европы в Прешове. В 2006-м дебютировала в составе национальной сборной Сербии и Черногории на отборочном турнире чемпионата Европы, в том же году стала бронзовым призёром чемпионата мира в Японии. В 2007 году 19-летняя Бракочевич уже являлась игроком основного состава сборной Сербии, взявшей серебро на чемпионате Европы в Бельгии и Люксембурге. По итогам этого турнира её наградили призом лучшей на подаче.
Новый клубный сезон она начала в команде итальянской серии A2 из Конельяно. По итогам чемпионата 2007/08 годов «Спес» занял первое место и перешёл в серию A1, Йована Бракочевич названа лучшим молодым игроком.
Летом 2008 года Йована Бракочевич участвовала в олимпийском турнире в Пекине, сыграв во всех 6 матчах своей команды. Она набрала 82 очка и была одной из лучших на подаче, исполнив 10 эйсов (более высокий результат в этом элементе показали только кубинка Янелис Сантос и китаянка Чжоу Сухун). Сборная Сербии заняла в Пекине 5-е место.
В 2010 году после вылета команды «Спес» в серию A2 Йована Бракочевич перебралась в китайский Гуанчжоу и отыграла сезон в местном «Эвергрэнде», после чего подписала контракт на один год с японским «Джей-Ти».
Летом 2011 года Йована Бракочевич в составе сборной Сербии стала бронзовым призёром Гран-при, на финальном турнире в Макао показав лучшую результативность. 2 октября того же года выиграла золотую медаль чемпионата Европы в Сербии и Италии и была признана самым ценным игроком этого турнира.
С 2012 года выступала за стамбульский «Вакыфбанк», в составе которого в 2013 году выиграла золотые медали Лиги чемпионов, клубного чемпионата мира и стала MVP обоих турниров. В сезоне-2014/15 защищала цвета бакинского «Азерйола», летом 2015 года прервала карьеру в связи с беременностью.
Спустя четыре месяца после рождения ребёнка Йована Бракочевич вернулась в волейбол, присоединившись к итальянской команде «Имоко» (Конельяно). В её составе в мае 2016 года стала чемпионкой Италии. В том же году возобновила выступления за национальную сборную и завоевала серебряную медаль на Олимпийских играх в Рио-де-Жанейро.
В сезоне-2016/17 играла за итальянский «Ривер», с которым стала серебряным призёром Кубка и чемпионата Италии. В мае 2017 года выступала за казахстанский «Алтай» (Усть-Каменогорск) на клубном чемпионате Азии. Тем временем она также подписала контракт с российским клубом «Динамо-Казань», но спустя месяц соглашение было расторгнуто. С декабря 2017 года Йована Бракочевич выступала за румынский «Букурешть», а в августе 2018 года пополнила состав польской команды «Будовляни» (Лодзь).
В сезоне-2019/20, приняв до его начала итальянское спортивное гражданство, выступала за «Игор Горгондзолу» (Новара). Летом 2020 года перешла в польский «Хемик» из Полице.

## Достижения

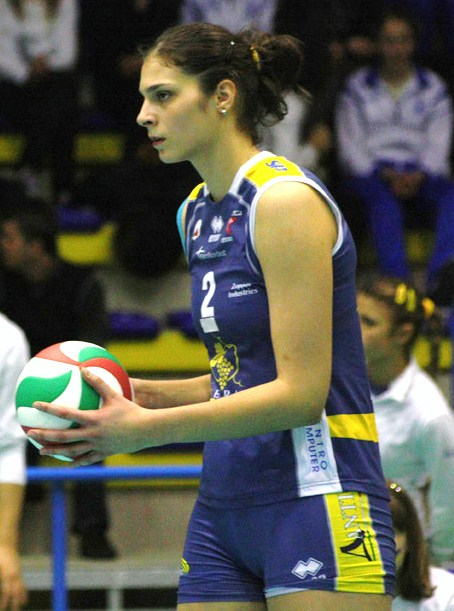
2010 год. Йована Бракочевич в одном из матчей чемпионата Италии

### Сосборной
- Серебряный призёр Олимпийских игр (2016).
- Бронзовый призёр чемпионата мира (2006).
- Чемпионка Европы (2011), серебряный призёр чемпионата Европы (2007).
- Бронзовый призёр Гран-при (2011, 2013).
- Чемпионка Евролиги (2010, 2011), бронзовый призёр Евролиги (2012).
- Серебряный призёр молодёжного чемпионата Европы (2004).

### В клубной карьере
- Чемпионка Сербии и Черногории (2005/06), чемпионка Сербии (2006/07).
- Обладательница Кубка Сербии и Черногории (2004, 2005), Кубка Сербии (2006/07).
- Серебряный призёр чемпионата Китая (2010/11).
- Чемпионка Турции (2012/13, 2013/14).
- Обладательница Кубка Турции (2012/13, 2013/14).
- Обладательница Суперкубка Турции (2013).
- Бронзовый призёр чемпионата Азербайджана (2014/15).
- Чемпионка Италии (2015/16), серебряный призёр чемпионата Италии (2016/17).
- Серебряный призёр Кубка Италии (2016/17).
- Чемпионка Румынии (2017/18).
- Обладательница Кубка Румынии (2017/18).
- Двукратная чемпионка Польши — 2021, 2022.
- Серебряный призёр чемпионата Польши (2018/19).
- Обладательница Суперкубка Польши (2018).
- Победительница Лиги чемпионов (2012/13), финалистка Лиги чемпионов (2013/14).
- Победительница клубного чемпионата мира (2013).

### Личные
- Лучшая подающая чемпионата Европы (2007).
- Лучшая нападающая Евролиги (2010, 2011).
- MVP Евролиги (2011).
- Самый результативный игрок «Финала восьми» Гран-при (2011).
- MVP чемпионата Европы (2011).
- Лучшая нападающая чемпионата Европы (2013).
- MVP «Финала четырёх» Лиги чемпионов (2013).
- Лучшая диагональная «Финала шести» Гран-при (2013).
- MVP клубного чемпионата мира (2013).

## Личная жизнь
В июне 2014 года Йована Бракочевич вышла замуж за итальянского бизнесмена Марчело Канциана. В декабре 2015 года родила сына Виктора.